# Sebastian Larsson
Sebastian Bengt Ulf "Seb" Larsson (nascut el 6 de juny de 1985) és un jugador de futbol suec que juga amb l'AIK de l'Allsvenskan i l'equip suec.